# Кредитен рейтинг
Кредитният рейтинг е измерителна единица, оценяваща кредитоспособността на определено физическо лице, предприятие, фирма, регион или държава.
Кредитните рейтинги се изчисляват въз основа на множество фактори, най-важните от които са кредитната история, размерите на собствеността и съотношението между финансовите задължения и активи.
Кредитните рейтинги се създават и публикуват от организации, наречени кредитни агенции.
Слабият кредитен рейтинг е показател за мнението на публикуващата го кредитна агенция за високия риск от неплатежоспособност на присъединената организация, базиран на нейната история и дългосрочни икономически перспективи.